# Scott Baker
Scott Baker (n. 29 septembrie 1947, Chicago, Illinois, SUA) este un scriitor american de științifico-fantastic, fantezie și  de groază. (Deși inițiala lui de mijloc este M., el nu ar trebui să fie confundat cu scriitorul de groază britanic, care publică sub numele de Scott M. Baker). Baker a crescut în Wheaton, Illinois, o dată o oprire pe calea ferată Underground Railroad, dar mai recent un bastion al fundamentalismului evanghelic și al conservatorismului politic, rezistență care a fost una dintre influențele dominante asupra vieții sale și a scrisului.    
în 1982 a primit Premiul Apollo pentru Symbiote's crown (1978) / L'Idiot-roi / Regele-idiot.

### Romane
- Symbiote's Crown (1978) - a câștigat Prix Apollo
- Nightchild (1979)
- Dhampire (1982)
- Drink the Fire from the Flames (1987) (Ashlu)
- Firedance (1986) (Ashlu)
- Webs (1989)
- Ancestral Hungers (1996)

### Colecții de povestiri (numai în franceză)
- Nouvelle recette pentru canard au sang (1983)
- Fringales (1985)
- Aléas (1985)

### Povestiri scurte (în engleză)
- Flatsquid Thrills (1982)
- The Path (1982)
- The Lurking Duck (1983)          [World Fantasy nominee]
- Still Life with Scorpion (1984)  - a câștigat World Fantasy Award
- Sea Change (1986)                [Locus Awards nominee]
- Nesting Instinct (1987)          [World Fantasy nominee]
- The Sins of the Fathers (1988)
- Varicose Worms (1989)            [World Fantasy nominee, Locus Awards nominee]
- Alimentary Tract (1990)
- The Jamesburg Incubus (1990)
- Virus Dreams (1993)
- Prospero (1993)
- Full Fathom Deep (1995)
- Feral Frolics (2014)

### Antologii (numai în franceză)
- Ombres portées (1990)